# Raiven
Sara Briški Cirman (26 de abril de 1996), más conocida por su nombre artístico Raiven, es una cantante, compositora y arpista eslovena. Obtuvo un amplio reconocimiento por primera vez mientras competía para participar en el Festival de la Canción de Eurovisión 2016 para Eslovenia durante la final nacional Evrovizijska Melodija (EMA) con la canción "Črno bel", donde quedó en segundo lugar. Raiven regresó a los EMA en 2017, quedando tercera con la canción "Zažarim", y volvió a competir en 2019 con la canción "Kaos", quedando segunda. Finalmente, Raiven fue elegida internamente para representar a Eslovenia en el Festival de Eurovisión 2024 con la canción "Veronika".

## Educación
Sara Briški Cirman comenzó su carrera musical a la edad de cuatro años, cuando se matriculó en la Glasbena Matica de Liubliana. Entre 2002 y 2011, asistió a clases de arpa en la Escuela de Música de Liubliana. Continuó su educación en el programa del Art Gymnasium, al que asistió en el Conservatorio de Música y Ballet de Maribor, especializándose en arpa con el profesor Dalibor Bernatovič, canto de jazz con Ana Bezjak y canto solista con las profesoras Leona Bašovič y Tina Bohak.
Ha sido premiada varias veces por sus logros en el campo de la música clásica. Entre otros premios, en 2013 obtuvo el primer lugar en el Concurso Internacional de Arpa Antonio Salieri en Italia y una placa de oro en el Concurso Temsig Solo Singing Country. En 2015, se graduó en canto solista y continuó sus estudios musicales en la Academia de Música de Liubliana (canto solista - ópera), donde se graduó en 2018 en la clase de la profesora Alenka Dernač Bunta y se matriculó en un máster en canto solista con el profesor Pija Brodnik. En 2021 obtuvo su maestría en canto solista - ópera.

## Carrera

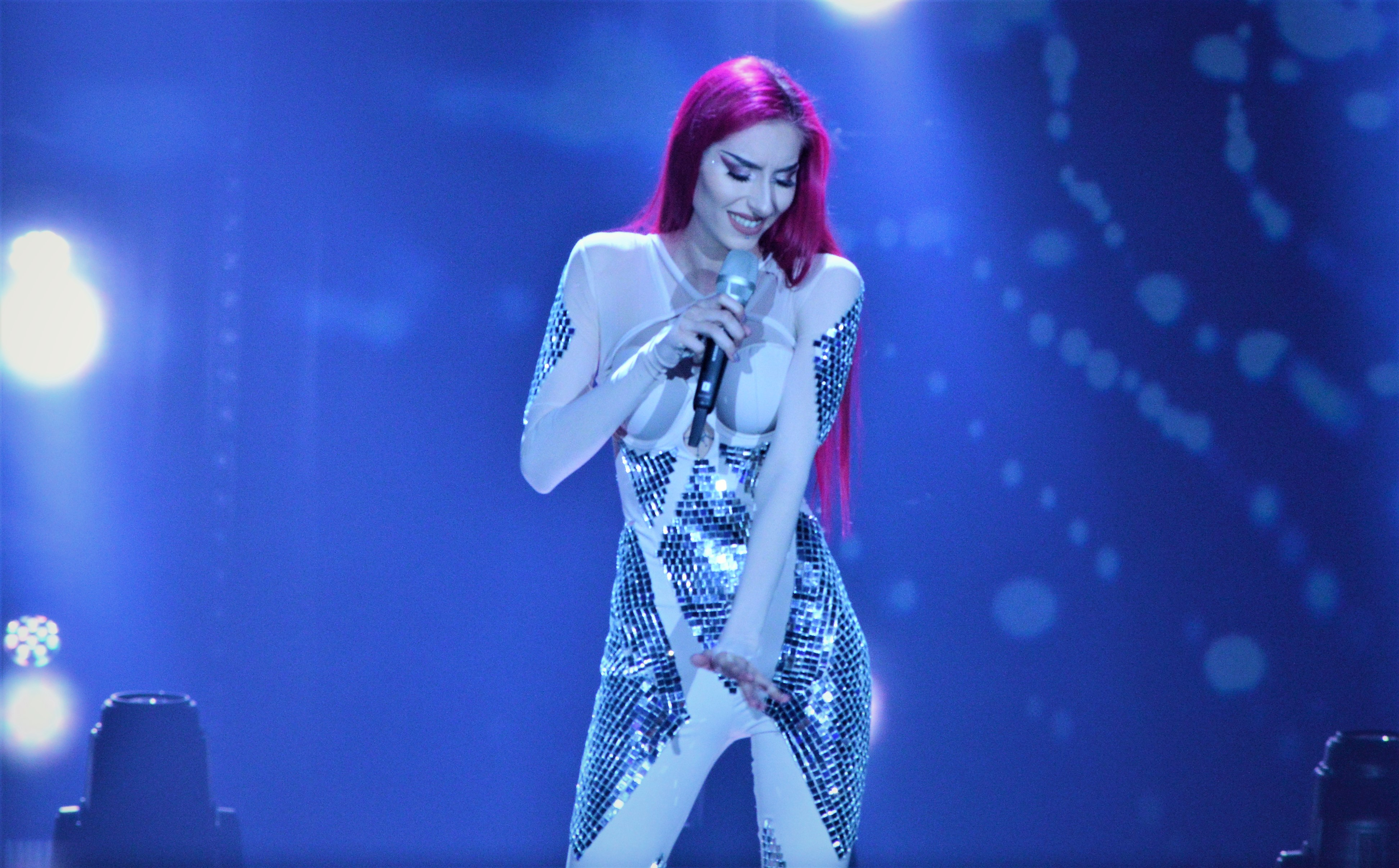
Raiven actuando durante Evrovizijska Melodija en febrero de 2017.

Lanzó su álbum debut Magenta en 2017 y luego recibió un premio otorgado por la asociación cultural y artística de Eslovenia por sus logros en la música popular eslovena Zlata piščal en la categoría de disco del año. En la segunda mitad de 2018 comenzó a trabajar con compositores y productores en Metropolis Studios (Londres). Como resultado de su trabajo allí, lanzó un álbum EP REM, que recibió elogios de la crítica y el público.
El 4 de julio de 2019, actuó en el escenario Fusion Stage del Exit Festival en Novi Sad, la noche en la que los organizadores contabilizaron el mayor número de visitantes en la historia del festival: más de 56.000. A finales de 2019, actuó en numerosos eventos de alto perfil, incluso como solista con la Orquesta Sinfónica de RTV Eslovenia, la Big Band de RTV Eslovenia, la Orquesta Barroca de Eslovenia y la Orquesta de la Policía de Eslovenia. En febrero de 2020, actuó con su composición original Ti con la Orquesta Sinfónica de RTV Eslovenia en el Teatro Nacional de Ópera y Ballet de Eslovenia de Ljubljana, bajo la batuta y adaptación de Matija Krečič.
El 11 de septiembre de 2021 interpretó la canción Volkovi en el festival Popevka 21, con la que ganó el Gran Premio del Público haciendo que su canción recibiera el título Popevka 2021. En 2021, también terminó su maestría en la Academia de Música de Liubliana, con especialización en ópera y canto solista.

### Ópera
En 2019, se dedicó al desarrollo artístico como cantante de ópera y en diciembre de 2019 cantó en la primera ópera tamburitza del mundo, Ambrož y Katarina. Es becaria de la Academia de Ópera de Berlín. Su papel de Hänsl en la ópera Hänsel und Gretel de Engelbert Humperdinck estaba previsto que se estrenara en el verano de 2020, pero se pospuso hasta el verano de 2022 debido a la pandemia de coronavirus.
En junio de 2021, cantó el papel de Old Lady en la ópera Candid de Leonard Bernstein en el Cankar Center. En abril de 2021, recibió el primer premio y tercer lugar en el Concurso Internacional de Canto IMMCC 2020. El 28 de junio de 2021, recibió su título de maestría con un recital de canto y un ensayo de maestría titulado El papel de Agripina en la ópera homónima de George Frideric Händl. Por sus destacados logros artísticos recibió el Premio Prešeren para estudiantes presentado por la Academia de Música.
En agosto de 2021, interpretó el papel de Rosina en conciertos de El barbero de Sevilla de Gioachino Rossini bajo la dirección del maestro George Pehlivanian. En octubre de 2021, junto con la soprano Pia Brodnik, el tenor Gregor Ravnik y el pianista Andreja Kosmač, ofreció un concierto en el marco del Festival de Verano de Studenec titulado Jesenska pesem (Canción de otoño). Anteriormente, había actuado dos veces como parte de conciertos de música barroca con la Orquesta Barroca Eslovena bajo la batuta de Egon Mihajlović y la concertina Monika Toth.
A finales de octubre de 2021, acompañada de la Orquesta Filarmónica de Malta, cantó en un concierto de aria de ópera en el Teatro Astra de Malta, dirigido por José Cura.
En abril de 2022, cantó el papel principal en la ópera Agrippina de Händel en el Cankar Center bajo la dirección artística de Egon Mihajlović y dirigida por Rocco Rapplo. Ese mismo mes, también cantó en el concierto de clausura del Opernfest Prague en el Teatro Vinohrady de Praga, bajo la dirección del director artístico de la Ópera de Praga, el maestro Jaroslav Kyzlink. Una semana después, cantó con la Orquesta de la Ópera de Albania en Tirana en el Festival de Ópera Marie Kraja, bajo la batuta del maestro Martin Andrea. En 2022, comenzó a estudiar el papel de Carmen como parte de un concierto de la ópera bajo la dirección del maestro George Pehlivanian. Ese mismo año debutó en el Teatro Nacional de Ópera y Ballet de Liubliana en el espectáculo ·Orfeo en el inframundo" (interpretando el papel de Opinión Pública), y en 2023 interpretó a Larina en la obra "Eugene Onegin".
Como parte de sus estudios, interpretó la Spatzenmesse de Mozart y el Gloria en re mayor de Vivaldi con la Orquesta Filarmónica de Eslovenia como contralto solista con la Orquesta Barroca de la Academia de Música en 2018. Ese mismo año actuó como solista en el Centro Cankar con la Big Band de la Academia de Música, bajo la batuta de Matej Hotko. En 2019, cantó el papel de la miniópera Doctor Nepotrebna (Innecesario) de Iztok Kocen, que se estrenó en Budapest. La miniópera se presentó en Brno y Liubliana.
Desde el comienzo de su educación musical, ha asistido habitualmente a seminarios de músicos de renombre como José Cura, Bernarda Fink, Vlatka Orašanić y JD Walker.
En 2022, presentó un nuevo proyecto de concierto de electro-ópera, en el que combinó arias de ópera clásica con pop electrónico. Parte de este proyecto, titulado Doloroso, fue presentado en un concierto con entradas agotadas el 8 de marzo de 2022 en Cankar Center. Regresó al festival Popevka en 2023 como anfitriona y, junto a su copresentadora Helena Blagne, presentó su nueva canción "Ikona". Con él anunció el lanzamiento del EP Sirene. Su canción de Eurovisión 2024, "Veronika", se incluirá en el álbum.

### Teatro
En 2018, también actuó en tableros teatrales en la obra Trojanke, producida por el Teatro Nacional de Eslovenia Nova Gorica, donde interpretó el personaje de Cassandra. La obra en la nueva traducción de Jere Ivanc fue dirigida por Jaša Koceli.
En 2021, aceptó el papel principal de Urška en el musical Povodni mož (El hombre del agua).

## Discografía

### Álbumes
| Título  | Detalles del álbum                                                                                |
| ------- | ------------------------------------------------------------------------------------------------- |
| Magenta | - Publicado: 19 de julio de 2017 - Etiqueta: Spinnup - Formatos: CD, streaming, descarga digital. |

### EP
| Título        | Detalles                                                                              |
| ------------- | ------------------------------------------------------------------------------------- |
| REM           | - Publicado: 17 de febrero de 2019 - Formatos: Streaming, descarga digital            |
| Sirene, pt. 1 | - Fecha de lanzamiento: 17 de febrero de 2024 - Formatos: Streaming, descarga digital |

### Sencillos
| Título                                                                                 | Año  | Posiciones pico en el gráfico | Álbum o EP    |
| Título                                                                                 | Año  | SLO                           | Álbum o EP    |
| -------------------------------------------------------------------------------------- | ---- | ----------------------------- | ------------- |
| "Jadra"                                                                                | 2014 | —                             | Magenta       |
| "Bežim"                                                                                | 2015 | —                             | Magenta       |
| "Črno bel"                                                                             | 2016 | 42                            | Magenta       |
| "Nov planet"                                                                           | 2016 | —                             | Magenta       |
| "Zažarim"                                                                              | 2017 | —                             | Magenta       |
| "Nisem kriva"                                                                          | 2018 | —                             |               |
| "Caos"                                                                                 | 2019 | —                             | REM           |
| "Širni ocean"                                                                          | 2019 | —                             | REM           |
| "Kralj Babilona"                                                                       | 2019 | —                             | REM           |
| "Ti"                                                                                   | 2019 | —                             |               |
| "Volkovi"                                                                              | 2021 | —                             |               |
| "Habanera"                                                                             | 2022 | —                             | Sirene, pt. 1 |
| "Ikona"                                                                                | 2023 | —                             | Sirene, pt. 1 |
| " Veronika "                                                                           | 2024 | —                             | Sirene, pt. 1 |
| "—" denota una grabación que no llegó a las listas o no fue lanzada en ese territorio. |      |                               |               |